# تزریق بسته
تزریق بسته یا ترافیک (همچنین به عنوان جعل بسته ها نیز شناخته می شود) در شبکه های کامپیوتری، فرایند تداخل در اتصال شبکه ایجاد شده با استفاده از ایجاد بسته و ارسال آها روی آن اتصال است به طوری که این بسته ها همانند بسته های عادی موجود در این جریان به نظر می‌رسند. فرایند تزریق بسته اجازه می دهد تا شخص ثالث ناشناخته بسته های مربوط به طرفین ارتباط را مختل یا قطع کند و این می تواند منجر به تخریب یا انسداد توانایی کاربران در استفاده از برخی سرویس های شبکه یا پروتکل ها شود. تزریق بسته ها معمولاً در حملات مرد میانی و حملات محروم‌سازی از سرویس انجام می شود.

## توانایی ها
با استفاده از سوکت های خام، تماس های عملکرد NDIS یا دسترسی مستقیم به درایور حالت هسته آداپتور شبکه، می توان بسته های دلخواه را در یک شبکه رایانه ساخت و تزریق کرد. این بسته های دلخواه می توانند از هر نوع پروتکل بسته (ICMP ، TCP ، UDP و سایر موارد) ساخته شوند زیرا در هنگام جمع آوری بسته ، کنترل کامل روی سرآمد بسته وجود دارد.

## روند عمومی
روند تزریق ترافیک به این صورت می‌باشد:
- یک سوکت خام ایجاد کنید
- یک سرآمد اترنت در حافظه ایجاد کنید
- در حافظه یک سرآمد آی پی ایجاد کنید
- یک سرآمد TCP یا UDP در حافظه ایجاد کنید
- داده های تزریق را در حافظه ایجاد کنید
- سرآمد و داده ها را با هم الحاق کنید تا یک بسته تزریق ایجاد شود
- فیلد جمع کنترلی صحیح را برای IP و TCP یا UDP محاسبه کنید
- بسته را به سوکت خام بفرستید

## تشخیص تزریق بسته
تشخیص تزریق بسته از طریق فرایند اجرای یک بویشگر در هر دو نقطه دسترسی به سرویس شبکه که سعی در برقراری ارتباط دارند، می توان نتایج را با یکدیگر مقایسه کرد. اگر نقطه A سابقه ارسال بسته های خاصی را که در نقطه B دریافت می شوند را نداشته باشد و برعکس، این ناسازگاری های بسته های دریافتی نشان می دهد که این بسته ها توسط یک نقطه دسترسی سوم ناشناس جعل شده و تزریق شده اند. معمولاً دستور تنظیم مجدد TCP برای ایجاد اختلال در ارتباط به هر دو نقطه دسترسی ارسال می شود که باعث قطع ارتباط می‌شود.

## نرم‌افزارها
- Lorcon
- KisMAC
- Pcap
- WinShock
- Scapy
- CommView for WiFi Packet Generator
- NetHunter